# 五点式安全带

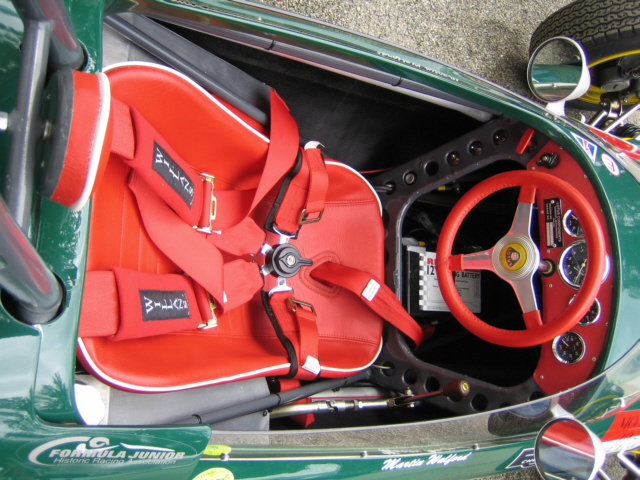
赛车中的五点式安全带

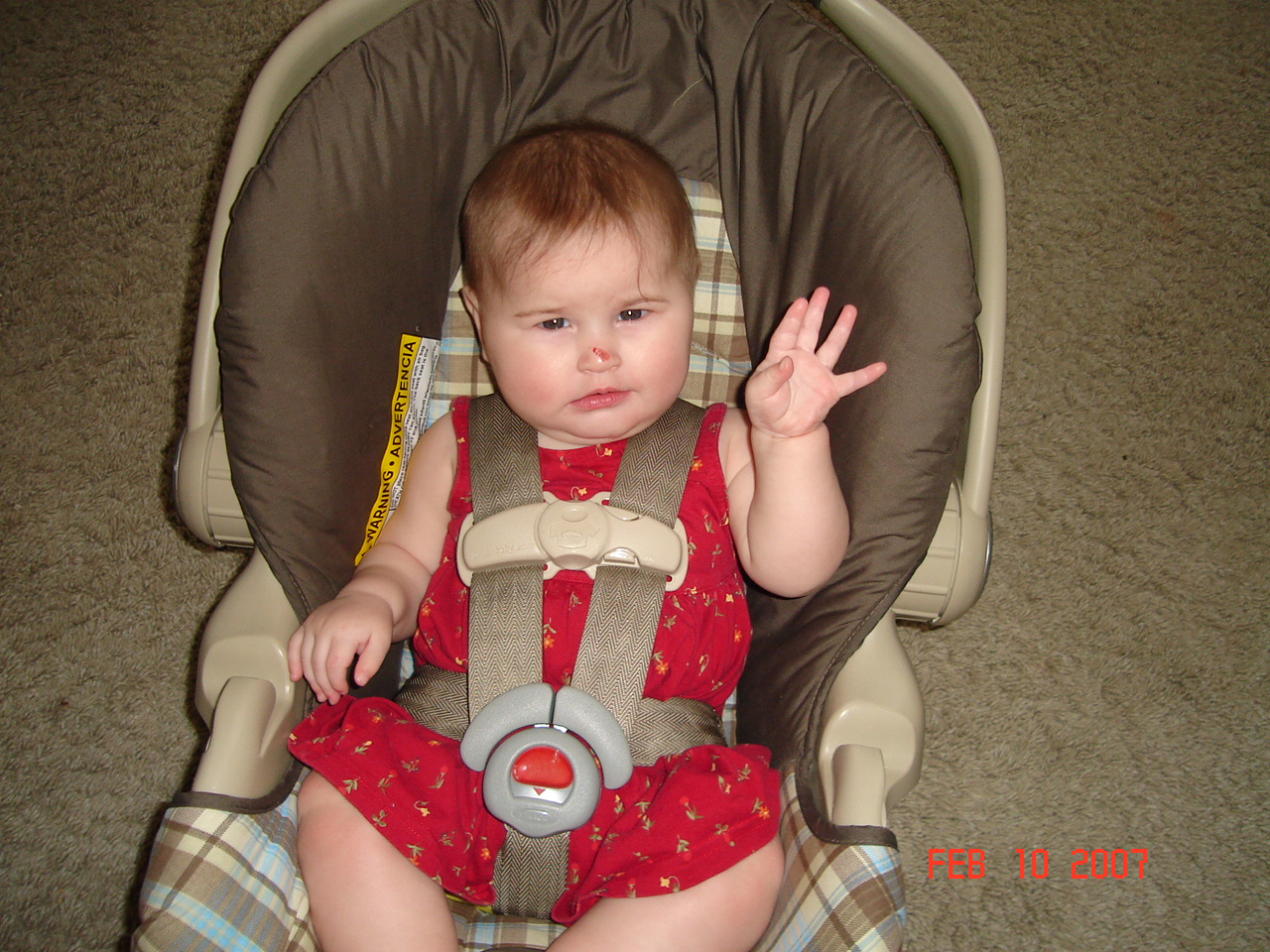
被五点式安全带固定住的嬰兒

五点式安全带又稱全身安全帶，是一种能繫住人軀幹的座位安全帶，五点式安全带由五根带子组成，其中两根位于肩部，两根位于臀部，一根位于胯部。与其他安全帶相比相比，五点式安全带更安全。參加全国改装赛车竞赛协会的賽車手開車時被強制要求繫好五點式安全帶。 兒童安全座椅上也有五点式安全带。